# Datenverordnung
Die EU-Datenverordnung (englisch EU Data Act) ist eine Verordnung der Europäischen Union, welche darauf abzielt, den Austausch und die Nutzung von Daten innerhalb des Europäischen Wirtschaftsraums zu erleichtern und zu fördern.
Der Rechtsakt wurde am 22. Dezember 2023 im Amtsblatt der Europäischen Union verkündet.

## Geschichte
Die Europäische Kommission sollte die Verordnung im vierten Quartal 2021 offiziell vorlegen. Nichtsdestotrotz wurde der Vorschlag formell am 23. Februar 2022 veröffentlicht.
Europäische (harmonisierte) Normen können vom Europäischen Komitee für Normung (CEN) erstellt werden, nachdem die Europäische Kommission Standardisierungsanfragen gestellt hat, um die Anwendung der Anforderung zu unterstützen, dass „Produkte so gestaltet und hergestellt werden und damit verbundene Dienstleistungen so erbracht werden, dass die durch ihre Nutzung erzeugten Daten standardmäßig leicht, sicher und gegebenenfalls angemessen direkt für den Benutzer zugänglich sind“. Darüber hinaus können Europäische Normen und technische Spezifikationen im Sinne von Artikel II der Verordnung (EU) Nr. 1025/2012 über die europäische Normung auch die Ausstellung von „Standard“-Verträgen oder die Transparenz darüber, wie Daten verwendet werden, unterstützen.
Ein Entwurf der vorgeschlagenen Verordnung war zuvor am 2. Februar 2022 durchgesickert und wurde von der Industrie rasch abgelehnt. Wenn die Verordnung in ihrer vorgeschlagenen Form umgesetzt wird, würde sie sich auf die aktuellen Datenrechte aus der Richtlinie 96/9/EG des Europäischen Parlaments und des Rates vom 11. März 1996 über den rechtlichen Schutz von Datenbanken (die Database Directive) auswirken.
Am 27. Juni 2023 haben der Rat und das Europäische Parlament eine vorläufige Einigung über die endgültige Fassung erzielt. Diese wurde am 27. November 2023 vom Rat angenommen und am 22. Dezember 2023 im Amtsblatt der Europäischen Union verkündet.

## Terminplan
11. Januar 2024: Die EU Datenverordnung ist offiziell in Kraft getreten.
12. September 2025: Ab diesem Zeitpunkt können Kunden Zugang zu ihren produktbezogenen Daten verlangen.
12. September 2026: Produkte, die ab diesem Zeitpunkt auf dem Markt der EU platziert werden, müssen die Datenbereitstellung bereits in ihrem Entwurf berücksichtigt haben.